# 497 Іва
497 Іва (497 Iva) — астероїд головного поясу, відкритий 4 листопада 1902 року Раймондом Смітом Дуґаном у Гейдельберзі.